# Maila Andreotti
Maila Andreotti (San Vito al Tagliamento, Friul, 8 d'abril de 1995) és una ciclista friulana. Va ser campiona en categoria junior d'sprint a partir de 2013 i va guanyar diversos títols els anys següents. Denuncià a l'octubre del 2019 les pressions i les conductes dubtoses al món del ciclisme italià.